# Prosciutto di San Daniele
Le prosciutto di San Daniele est l'appellation d'origine d'un jambon préservée via une AOP (acronyme en italien : DOP), originaire de San Daniele del Friuli, en province d'Udine, dans la région Frioul-Vénétie Julienne, en Italie.
Cette appellation a été préservée en Italie dès 1970, et dans l'Union européenne à partir de 1996.

## Composition

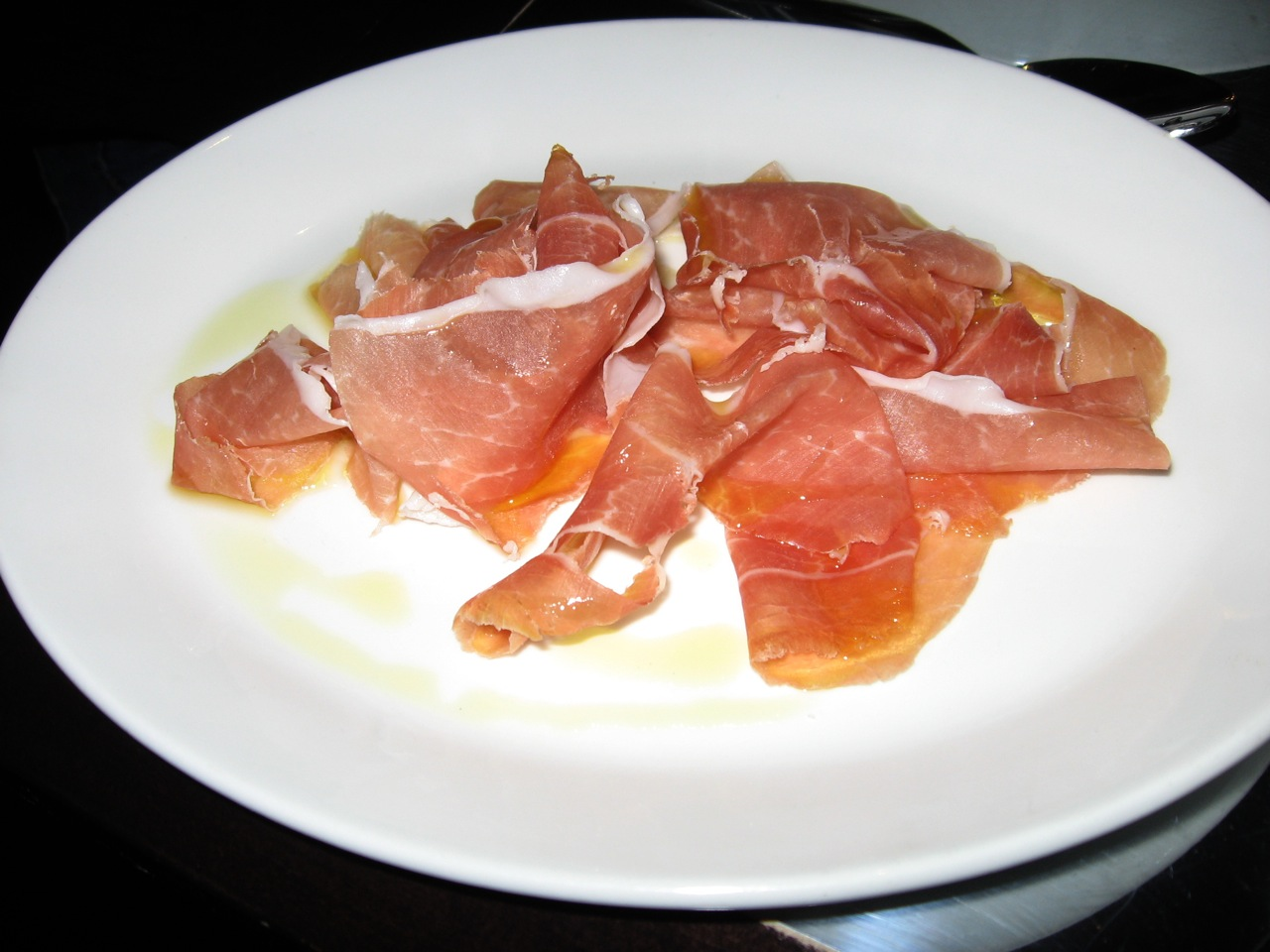
Tranches de prosciutto di San Daniele.

La partie maigre comporte environ 2,3 % de sel, 58 à 61 % d'eau, 29 % de protéines et 3 à 4 % de lipides.